# Эйн-Хемед
Эйн Хемед (ивр. עין חמד‎) — национальный парк и заповедник в Израиле, находится в горах в семи километрах к западу от Иерусалима. Он также известен под своим латинским названием Аква Белла. Парк расположен на пути старых дорог Древнего Рима. Проходившая здесь дорога связывала прибрежные равнины с холмами Иерусалима.

## История
Иерусалимское королевство построило крепости по дороге в Иерусалим, для контроля за движением в столицу и защиты паломников во время визита в Священный город. Первоначально здесь была построена ферма с использованием минеральной воды для орошения. Впечатляющие руины замка крестоносцев занимают площадь 30x40 метров, южная стена возвышается на высоту до 12 метров. Здание имеет несколько ворот и два арочных зала. На арабском это место было известно как Дейр-эль Банат (Монастырь дочерей). Археологические исследования показывают, что он был построен в 1140—1160, в период правления Фулька Иерусалимского, в тот же период, что и крепость в Цубе. К югу от заповедника находится старое мусульманское кладбище.

## Галерея
- Арочный зал
- Развалины крепости крестоносцев
- Водный Канал
- Маленький водоём